# Brestovec (district de Komárno)
Pour les articles homonymes, voir Brestovec.
Brestovec (hongrois : Szilas) est un village de Slovaquie situé dans la région de Nitra.

## Histoire
Première mention écrite du village en 1327.

## Démographie

### Évolution de la population
| Année:               | 1994. | 2004.   | 2014.   | 2024.   |
| -------------------- | ----- | ------- | ------- | ------- |
| Nombre de personnes: | 501   | 486     | 504     | 503     |
| Différence:          |       | -2,99 % | +3,70 % | -0,19 % |

| Année:               | 2023. | 2024.   |
| -------------------- | ----- | ------- |
| Nombre de personnes: | 498   | 503     |
| Différence:          |       | +1,00 % |